# Zoe Lister-Jones
Zoe Lister-Jones (nacida el 1 de septiembre de 1982) es una actriz y cineasta estadounidense que coprotagonizó como Jen Collins Short en la comedia de situación de CBS Life in Pieces de 2015 a 2019. También es conocida por sus papeles en los programas de televisión Delocated (2009–2010), Whitney (2011–2013) y New Girl (2015). Lister-Jones hizo su debut como directora con la película de comedia dramática Band Aid de 2017. En 2020, escribió y dirigió la película de terror The Craft: Legacy. También coescribió y codirigió la película de comedia dramática How It Ends (2021) con Daryl Wein.

## Primeros años y educación
Lister-Jones nació en Brooklyn, Nueva York. Su madre es la artista de video Ardele Lister, nacida en Canadá y radicada en Nueva York, y su padre es el fotógrafo y artista de medios estadounidense Bill Jones. Su madre nació en una familia judía, mientras que su padre se convirtió al judaísmo. En 2000, se graduó de la escuela secundaria Edward R Murrow en Brooklyn. Se graduó con honores de la Tisch School of the Arts de la Universidad de Nueva York y estudió en la Real Academia de Arte Dramático de Londres. Lister-Jones actuó con una banda de rock. Su madre era presidenta de una sinagoga igualitaria conservadora local a la que la familia asistía todos los sábados, y también mantenía un hogar kosher.

## Carrera
Su CD debut como solista se tituló Skip the Kiss. Kyle Forester, quien compuso la banda sonora de Breaking Upwards, arregló la música de Skip the Kiss.
Los créditos teatrales de Lister-Jones en la ciudad de Nueva York incluyen Seminar, The Little Dog Laughed y The Accomplices de The New Group. Sus créditos cinematográficos incluyen el thriller político State of Play, Salt, The Other Guys, The Marconi Bros., Day Zero, así como extravagantes películas independientes como Armless, Arranged y Palladio. En televisión ha aparecido en Law & Order, Law & Order: Criminal Intent, Law & Order: Special Victims Unit, Law & Order: Trial by Jury, en Bored to Death de HBO, como Kim en Delocated de Adult Swim, como Lily. en el elenco de la comedia de situación de NBC Whitney, como Kate en Friends with Better Lives, como la concejala Fawn Moscato en New Girl, como Jen en Life in Pieces y como Carolyn Hart en la película de HBO Confirmation.
En 2004, Lister-Jones escribió e interpretó el espectáculo de una mujer y diez personajes Co-dependence is a Four Letter Word en el Performance Space 122 (PS122) de la ciudad de Nueva York.
En 2007, apareció en la película independiente Arranged.
En 2009, Lister-Jones coprotagonizó, coprodujo (con Daryl Wein) y coescribió (con Peter Duchan y Daryl Wein) la película independiente Breaking Upwards, que explora a una joven pareja de Nueva York que, luchando contra la codependencia, elaboran estrategias para su propia ruptura. La película se filmó en Nueva York con un presupuesto de $15 000 y apareció en un artículo del The New York Times como un ejemplo de equidad en la industria del cine independiente. Lister-Jones también escribió la letra e interpretó muchas de las pistas de la banda sonora original de la película. Breaking Upwards se estrenó en el Festival de Cine SXSW en marzo de 2009.
Lister-Jones protagonizó junto a Sam Rosen el drama romántico Stuck Between Stations (2011) de Brady Kiernan, junto a Josh Hartnett y Michael Imperioli. Stuck Between Stations se estrenó como una selección oficial de la sección Viewpoints en el Teatro SVA en el Festival de Cine de Tribeca 2011 en la ciudad de Nueva York, Nueva York, EE. UU.
Lister-Jones protagonizó el largometraje independiente Lola Versus (2012), su segundo proyecto coescrito con el director Daryl Wein. Distribuido por Fox Searchlight Pictures, Lola Versus se estrenó en los cines en el verano de 2012. Está protagonizada por Greta Gerwig, Zoe Lister-Jones, Bill Pullman, Hamish Linklater, Debra Winger, Joel Kinnaman y Ebon Moss-Bachrach . Lola Versus se estrenó en el Festival de Cine de Tribeca de Nueva York en abril de 2012.
Lister-Jones y Daryl Wein coescribieron Consumed (2015), su tercer largometraje en colaboración dirigido por Wein. El thriller político, que se centra en el mundo de los organismos genéticamente modificados, comenzó a filmarse en mayo de 2014 en Champaign-Urbana, Illinois, con Shatterglass Studios. Está protagonizada por Lister-Jones, Kunal Nayyar, Taylor Kinney, Victor Garber, Danny Glover, Griffin Dunne, Anthony Edwards y Beth Grant. Consumed se estrenó en el Festival de Cine de Los Ángeles el 15 de junio de 2015.
En 2017, Lister-Jones hizo su debut como directora con su película independiente Band Aid, protagonizada por Lister-Jones, Adam Pally, Fred Armisen, Hannah Simone, Colin Hanks, Brooklyn Decker, Majandra Delfino, Jesse Williams, Susie Essman, Ravi Patel, Jamie Chung, Chris D'Elia, Retta y Jerry O'Connell. La película incluye letras de canciones originales escritas por Lister-Jones y compuestas por Kyle Forester (Breaking Upwards). En 2020, escribió y dirigió The Craft: Legacy de Columbia y Blumhouse, la secuela de la película de 1996 The Craft.

## Vida personal
En 2013, Lister-Jones se casó con su socio de actuación, escritura y producción, Daryl Wein. En el 2021 anunció que se habían separado después de 17 años de relación. Lister-Jones describió cómo habían estado "dentro y fuera de una relación abierta."
En diciembre de 2021, Jones acusó a Chris Noth de acosarla sexualmente en el set de Law & Order: Criminal Intent en 2005.

## Filmografía

### Películas
| Año  | Título                    | Papel                              | Notas                                     |
| ---- | ------------------------- | ---------------------------------- | ----------------------------------------- |
| 1986 | Zoe's Car                 | Zoe                                | Cortometraje                              |
| 2004 | Nausea II                 | Annie Ball                         |                                           |
| 2005 | Anna on the Neck          | Alessandra                         | Cortometraje                              |
| 2006 | New Boobs                 | Patricia Coleo                     | Cortometraje                              |
| 2007 | Arranged                  | Rochel Meshenberg                  |                                           |
| 2007 | The Last 15               | Stephanie Kirkland                 | Cortometraje                              |
| 2007 | Day Zero                  | Jessica Hendricks                  |                                           |
| 2007 | Turn the River            | Kat                                |                                           |
| 2007 | Five Difficult Situations | C                                  | Cortometraje                              |
| 2008 | The Marconi Bros.         | Lauren                             |                                           |
| 2008 | Explicit Ills             | Jen                                |                                           |
| 2008 | Goyband                   | Hani                               |                                           |
| 2009 | Breaking Upwards          | Zoe                                | También escritora y productora            |
| 2009 | State of Play             | Jessy                              |                                           |
| 2010 | Armless                   | Jenny                              |                                           |
| 2010 | Shadows & Lies            | Rebecca                            |                                           |
| 2010 | Salt                      | Técnica                            |                                           |
| 2010 | The Other Guys            | Therapist                          |                                           |
| 2010 | All Good Things           | Reportera en conferencia de prensa |                                           |
| 2011 | Stuck Between Stations    | Rebecca                            |                                           |
| 2012 | Lola Versus               | Alice                              | También escritora                         |
| 2014 | Let's Get Digital         | Sophie                             | Cortometraje                              |
| 2015 | Consumed                  | Sophie Kessler                     | También escritora, y productora           |
| 2016 | Confirmation              | Carolyn Hart                       | Película de TV                            |
| 2017 | Band Aid                  | Anna                               | También escritora, director, y productora |
| 2020 | The Craft: Legacy         |                                    | Escritora y directora                     |
| 2021 | How It Ends               | Liza                               | También escritora y directora             |
| 2023 | A Good Person             | Simone                             |                                           |
| 2023 | Beau tiene miedo          | Young Mona                         |                                           |

| Año  | Película          | Nota                |
| ---- | ----------------- | ------------------- |
| 2023 | Slip              | Serie de televisión |
| 2021 | How it Ends       |                     |
| 2020 | The Craft: Legacy |                     |
| 2019 | Women Up          | Serie de televisión |
| 2017 | Band Aid          |                     |

### Televisión
| Año       | Título                            | Papel              | Notas                                         |
| --------- | --------------------------------- | ------------------ | --------------------------------------------- |
| 2005      | Law & Order: Trial by Jury        | Trisha Ford        | Episodio: "Pattern of Conduct"                |
| 2005      | Law & Order: Criminal Intent      | Maya Sampson       | Episodio: "Diamond Dogs"                      |
| 2006      | Kidnapped                         | E.J.               | Episodio: "Sorry, Wrong Number"               |
| 2006      | Law & Order                       | Hannah Welch       | Episodio: "Public Service Homicide"           |
| 2006      | The Class                         | Jeanie Callucci    | Episodio: "The Class Goes to a Bar"           |
| 2008      | Law & Order: Special Victims Unit | Faith              | Episodio: "Unorthodox"                        |
| 2009      | Washingtonienne                   | Chiara             | Episodio: "Pilot"                             |
| 2009      | State of Romance                  | Alice              | Episodio: "Pilot"                             |
| 2009      | Bored to Death                    | Michelle           | Episodio: "The Case of the Stolen Skateboard" |
| 2009–2010 | Delocated                         | Kim                | Recurrente (15 episodes)                      |
| 2010      | The Good Wife                     | Charlotte Armitage | Episodio: "Bad"                               |
| 2011–2013 | Whitney                           | Lily Dixon         | Protagonista, 2 seasons                       |
| 2014      | Friends with Better Lives         | Kate               | Protagonista                                  |
| 2015      | New Girl                          | Fawn Moscato       | Recurrente (5 episodes)                       |
| 2015–2019 | Life in Pieces                    | Jen Short          | Protagonista                                  |
| 2023      | Slip                              | Mae Cannon         | Protagonista, escritora, directora            |

## Teatro

### Broadway
| Año  | Título                 | Papel | Notas               | Notes |
| ---- | ---------------------- | ----- | ------------------- | ----- |
| 2006 | The Little Dog Laughed | Ellen | Cort Theatre        |       |
| 2012 | Seminar                | Kate  | John Golden Theatre |       |

### Off Broadway
| Año  | Título                                 | Papel | Notas                      | Notes |
| ---- | -------------------------------------- | ----- | -------------------------- | ----- |
| 2007 | The Accomplices                        | Betty | The New Group              |       |
| 2008 | The Marriage of Bette and Boo          | Joan  | Roundabout Theater Company |       |
| 2022 | Slanted! Enchanted! A Pavement Musical | Anne  | Sheen Center               |       |

### Espectáculos de una sola mujer
| Año  | Título                             | Papel         | Avenida  | Notes |
| ---- | ---------------------------------- | ------------- | -------- | ----- |
| 2004 | Codependence Is a Four-Letter Word | 10 personajes | P.S. 122 |       |